# 伝説のスタフィー (須藤ゆみこの漫画)
『伝説のスタフィー』（でんせつのスタフィー）は、日本の漫画家である須藤ゆみこによるギャグ漫画作品。『別冊コロコロコミック』（小学館）にて、2002年6月号から2005年10月号まで連載された。また、単行本も小学館より発売されており、全2巻。

## 概要
物語は1～4話完結である。キャラについては、ゲームのデザインを踏襲しており、変更点はどこといって無い。また、第2巻（最終巻）では、ワリオが出演している。伝説のスタフィーシリーズの1～3が題材とされているが、スタピーのみ登場しない。

## ストーリー
スタフィーが魔物と戦ったり、ボケをかまし、そしてネタを取りながらサブキャラとともに騒動を起こしていく。

## キャラクター

### テンカイ王国の住民
スタフィー
主人公で、テンカイの王子。ツッコミに回ることもあるが、大半はボケ担当。泣き虫だが、ピンチの時は勇気を出して立ち向かうがんばり屋でもある。テンカイでは、いつもグータラな生活ばかりしている。キョロスケとはまあまあ仲がいい。趣味はサングラス集め。必殺技は「スピンアタック」、「りゅうせいアタック」（ワリオから教わった）。「～フィー」が口癖。バナナにカモフラージュできる（第1巻参照）。
パパスタ
テンカイの国王で、スタフィーの父。スタフィーには厳しいところを見せることもある。
ママスタ
テンカイの王妃で、スタフィーの母。スタフィーには優しいが、素顔はとても怖く（第2巻「スッピンアタック」参照）、読者には秘密となっており、怖さはこれを見たキョロスケやオーグラが気絶するほど。また、同じく第2巻では、オーグラに洗脳された（ふりをした）ことがある。
テンカイヘイシ
その名のとおり、テンカイの兵士。毎日特訓しているらしい。

### スタフィーの仲間
ロブじい
ロブのどうくつに住んでいるロブスター。昔はスタフィーのお守りで、毎日気苦労がたえなかったらしい。スタフィーのボケのツッコミ役だが、キョロスケと比べると出番は少ない。また、第2巻では、頭を打って記憶喪失になったことがある。
キョロスケ
クジラの腹の中でスタフィーと出会った二枚貝。最初はスタフィーとは仲が悪かったが、第2巻では仲良しになっている。スタフィーのボケのツッコミ役である。ハデヒラリさんに恋心を抱く（一度、スタフィーに「はげヒラリさん!?」と間違えられたことがある）。兄弟が3人いる。父は酒癖がかなり悪い（その後どこへ行ったのかは不明）。母はその父の酒癖の悪さが原因で寝込んでしまっている。親戚にチョロスケがいる。また、第2巻では、やけくそでお化け屋敷のお化け役に出演したことがある。
タケオ
オリジナルキャラ。スタフィーとロブじいが初めて人間界にやってきたときに出会った人間のおかっぱ頭の男の子。お手伝いを一生懸命して苦労した末にゲームボーイアドバンスをようやく買ったが、空から降ってきたスタフィーに壊されてしまった（わざとではないらしい）という悲しい（?）過去を持つ。泳げないことが何よりの悩み。ルミちゃんに恋心を抱き、学校の屋上で彼女にマブダチを演じてもらうようにスタフィーに命令するが断られ「マブダチを演じないと壷を割っちゃうよ」と脅し、壷を抱えたタケオは柵を越えて一緒に地面に墜落しそうになるが、運よくスタフィーに助けられる。必殺技は「ゴッド重力落とし」というかかと落とし。

### 魔物
オーグラ
テンカイを侵略しようとしている魔物。テンカイのみんなを痛めつけたり、異次元の世界で悪事を働く。また、封印のつぼの修理じいさんに変装して、スタフィーを困らせたことがある。
ボンボーン
封印のつぼに封印されていた悪い魔物。下半身にある貝がらでドリルになることができる。最後はスタフィーに倒された。
バンキロス
封印のつぼに封印されていたトゲの生えた魔物。ヤシの実が大好物。クジラの腹の中でロブじいを食べたということになったが、本当は、ロブじいが作ったヤシの実を食べたということになっている。最後はスタフィーに倒された。
ボエールン
封印のつぼに封印されていた魚のような魔物。クリオレの氷山を手に入れようとしており、クリオレを氷づけにした。最後はスタフィーに倒された。

### その他
ルミちゃん
オリジナルキャラ。タケオが惚れている可愛い女の子。
パチンコ店の店主
オリジナルキャラ。メガネをかけた男性。自分の店をスタフィーがお城と勘違いして貝で店舗を買い取ろうとした彼らをタケオの前に連れて行き「君のロボットかね?」と聞き、「まぁそんな所です」と答えられタケオに鉄拳制裁をして「そんな冗談はよそでやれ!」と彼らを追い出した。
クリオレ
クリオレの氷山に住んでいるクリオネ。「～クリ」が口癖。
ラブリー
クリオレの友達。外見は気持ち悪い。「～ね～ん」が口癖。
コミックス未収録話では原作と同じくお店を開いている他、自作の服でファッションショーも開いている。
また、こちらでもキス魔である。
ドッペル
スタフィーの偽者。オーグラの命令で、スタフィーの評判を落とすために悪事を働いていた。相手に催眠術をかけることが出来る。それによってチョロスケにも悪事を働かせていたが、最後は警察に逮捕された。スタフィーとドッペルとの違いは全く違う目つきと言い方。名前は「ドッペルゲンガー」にちなんでいると思われる。
チョロスケ
キョロスケの親戚。彼に似ており、見分け方は頭の貝殻にある渦巻きの有無。ドッペルに催眠術で悪事を働かされていた。キョロスケとは違い、人柄がいい。
ワリオ
第2巻で洞窟のお宝を狙うという形でスタフィーの世界にも登場した。初めは食い逃げばかりしていた。警察をも殴る乱暴者である。必殺技は「ワリオアタック」。
ゲコじい
どこかの洞窟に住んでいる薬師のカエル。力が強くなる薬を作っている。孫がいるが、半年前に魔物にさらわれてしまった（それからは魔物の住処で半年も冬眠していたらしい）。
ヒララ
映画館の裏のお化け屋敷を営んでいる、可愛くてしかも綺麗な魚。特殊メークで怖い顔になることも出来る。キョロスケをお化け役に選んだ人でもある。
ホークィーズ軍
異次元の世界にいる自衛隊。第2巻で、オーグラが家に仕掛けた地雷を撤去するという任務のために登場した。また、ホークィーズ軍の中の一人は「地雷探知機」の他に、「お金探知機」を持っていた（理由は小銭を拾いたかったかららしい）。
サー・ホークィー
ホークィーズ軍の自衛隊長であるワシ。一度、「お金探知機」のせいで裸になったことがある。
オオタルイカ
危険な沼の近くに住む、タルをかぶったイカ。息子が人食い魚に食われ、死んでしまったという悲しい過去を持つ。
ユグドラ爺
ユグドラ爺の森に住んでいる大きな木。空腹のスタフィーとキョロスケに果物を振る舞うなど普段は優しいが、枝を切った者が何よりも許せないらしい。100年前に枝を勝手に切った者をボコボコにしたおかげでこの森に誰も寄り付かなくなり、ユグドラ爺も化け物扱いされている。オーグラに森ごと焼かれてしまったが、キョロスケが挿し木にしたおかげで(テントを張る際に支えの棒が一本なかったためにキョロスケがユグドラ爺の枝を棒代わりにした)助かった。
ブイールン
お化け屋敷の俳優オーディションに参加していた魔物。特殊な顔の女の子が好みのタイプ。
サンゴロー
お化け屋敷の俳優オーディションに参加していたサンゴ。よそ見ばかりしている。
ガブッパー
お化け屋敷の俳優オーディションに参加していた木。全くしゃべらない。スタフィーをまちがって食べたことがある。
トレジャーモンスター
お化け屋敷の俳優オーディションに参加していた生きている宝箱。キョロスケに本物の宝箱と間違えられたが、最後はキョロスケを噛んで去っていった。

## 用語

### 建物、民家
テンカイ
雲の上に浮かぶ王国。スタフィー達が住んでいる場所。オーグラに狙われている。
クリオレの氷山
クリオレが住んでいる氷山。下には温泉が湧いている。
オーグラ城
オーグラの本拠地。
ロブじいの洞窟
ロブじいが住んでいる洞窟。
キョロスケの家
キョロスケとその家族が住んでいる家。中はとても貧乏である。

### 道具
封印のつぼ
スタフィーがいつも持ち歩いている、魔物を封印する壷。内部には地獄が広がるタイプと、同じ異次元の世界でも誰もいないタイプが存在する。

## 単行本
| 巻数 | 発売日         | ISBN                   |
| ---- | -------------- | ---------------------- |
| 1    | 2003年10月28日 | ISBN 978-4-09-143141-7 |
| 2    | 2005年9月28日  | ISBN 978-4-09-143142-4 |